# Het Kanaal (Den Haag)
Het Kanaal (deels Koninginnegracht genoemd) is een waterweg die de Nederlandse stad Den Haag en Scheveningen verbindt. 

## Geschiedenis
Toen Het Kanaal tussen 1825 en 1830 gegraven werd, was het de bedoeling dat hij zou worden doorgetrokken tot de Noordzee. De zeehaven is er nooit gekomen; wel een binnenhaven aan het einde van Het Kanaal. L.C.R. Copes van Cattenburch, sinds 1823 burgemeester van Den Haag, wilde de handel helpen en liet in 1825 een begin maken van de werkzaamheden om Het Kanaal te graven. Financiële en technische problemen legden het werk in 1834 stil, maar in 1852 konden zij hervat worden. In 1862–1863 was Het Kanaal klaar. Mede hierdoor is Scheveningen de belangrijkste haringhaven van Nederland geworden. Scheveningen kreeg uiteindelijk pas in 1904 een zeehaven. In 1971 werd de binnenhaven gedempt.
Het Kanaal had twee zijarmen: het Schelpengat bij de Neptunusstraat en het Balkengat bij de Seinpoststraat.